# Xylopodia klaprothioides
Xylopodia klaprothioides är en brännreveväxtart som beskrevs av Weigend. Xylopodia klaprothioides ingår i släktet Xylopodia och familjen brännreveväxter. Inga underarter finns listade i Catalogue of Life.